# ВЕС Гамбер-Гейтвей
ВЕС Гамбер-Гейтвей (англ. Humber Gateway) — британська офшорна вітрова електростанція в Північному морі біля узбережжя Англії.
Місце для розміщення ВЕС обрали на відстані 8 км від Холдернесс (узбережжя Йоркширу). З червня 2011-го по лютий 2012-го геотехнічні дослідження тут провадило самопідіймальне судно Vagant. За цим розпочались будівельні роботи на суші, а в 2013-му перейшли до спорудження фундаментів майбутніх вітроагрегатів. Спеціалізоване судно MPI Discovery встановило третину паль, після чого передало майданчик MPI Resolution, а саме відплило на ВЕС Амрумбанк-Вест, що споруджувалась для того ж замовника у німецькому секторі моря. Проте технічні проблеми вимусили відіслати MPI Resolution на ремонт і повернути попереднє судно, котре в підсумку й завершило фундаментні роботи. Після чого MPI Resolution змонтувало власне вітрові агрегати, завершивши цей процес на початку 2015 року.
Ще одне спеціалізоване самопідіймальне судно MPI Adventure виконало роботи зі спорудження офшорної трансформаторної підстанції, встановивши як опорну основу («джекет»), так і надбудову з обладнанням («топсайд»). На час налагоджувальних робіт на підстанції, котрі припали на 2015 рік, для проживання персоналу залучили самопідіймальне судно Seajacks Leviathan.
Прокладання двох головних експортних кабелів довжиною по 14 км, розрахованих на роботу під напругою 132 кВ, провела кабелеукладальна баржа Stemat Spirit. При цьому на мілководній прибережній ділянці риття траншеї виконав ковшовий земснаряд Manu Pekka.
Станція, введена в експлуатацію двома чергами у 2015 році, займає площу 24,8 км2. Тут у районі з середніми глибинами моря 15 метрів на баштах висотою 80 метрів змонтували 73 вітрові турбіни данської компанії  Vestas типу V112-3.0 одиничною потужністю 3 МВт та діаметром ротора 112 метрів.
Проект, реалізований енергетичним концерном E.ON, коштував приблизно 700 млн фунтів стерлінгів.